# Parc de la Mar
Parc de la Mar är en park i Spanien.   Den ligger i regionen Balearerna, i den östra delen av landet, 600 km öster om huvudstaden Madrid. Parc de la Mar ligger 1 meter över havet.
Terrängen runt Parc de la Mar är platt österut, men åt nordväst är den kuperad. Havet är nära Parc de la Mar söderut. Runt Parc de la Mar är det mycket tätbefolkat, med 1 632 invånare per kvadratkilometer. Närmaste större samhälle är Palma de Mallorca, 0,47 km norr om Parc de la Mar. Runt Parc de la Mar är det i huvudsak tätbebyggt.